# Team Beslist.nl
Team Beslist.nl was een schaatsploeg die onder deze naam vanaf het seizoen 2012-2013 opereerde tot april 2016 onder leiding van Gerard van Velde.

## Ontstaan
Het schaatsteam is in 2006 opgericht door Jarno Meijer, daar APPM de privésponsor van Meijer was in het seizoen 2005/2006. Daarna heeft Meijer samen met Yuri Solinger, Eelco Bakermans en Jacques de Koning Team APPM opgezet. Sinds 2007 staat het team onder de leiding van de Noord-Hollander Johan de Wit. Op 8 september 2008 werd bekend dat oud-schaatser Jan Ykema vanaf seizoen 2008/2009 als sprintcoach APPM gaat ondersteunen.
Op het NK sprint van 2008 reed de ploeg zich in de schijnwerpers met een tweede plaats voor Jacques de Koning en een derde voor Lars Elgersma. Aan het eind van het seizoen 2007-2008 verliet Jarno Meijer het team. APPM versterkte zich met Boris Kusmirak in de hoop het team ook op de 5 en 10 kilometer vertegenwoordigd te krijgen. Op 24 februari 2009 werd bekend dat trainer Gerard van Velde samen met Freddy Wennemars en de broers Ronald en Michel Mulder het team ging versterken. Tijdens het NK Afstanden 2010 hebben Ronald Mulder (500 meter), Elgersma (1000 meter) en Ket (1500 meter) zich geplaatst voor de eerste twee wereldbekerwedstrijden, Ket werd zelfs Nederlands kampioen.
Een jaar later op het NK afstanden 2011 won APPM opnieuw een afstand, Ronald Mulder won de 500 meter. Naast Mulder plaatsten ook De Koning (ook 500 meter) en Ted-Jan Bloemen (10.000 meter) zich voor de wereldbeker. Tijdens de derde wereldbekerwedstrijden in 2011/2012 te Heerenveen eindigde De Vries op de 1000 meter als tweede en pakte Hospes op de 500 meter het brons. Tijdens de KNSB Schaatsweek, waar ook het NK Sprint werd verreden, eindigden Otterspeer en De Vries als tweede en derde en verzekerden Michel Mulder en Jesper Hospes zich met snelle tijden van het tweede deel van het World Cup-seizoen. Cosponsor Flynth ondersteunt sindsdien de ploeg. Op 7 maart 2012 liet Van Velde weten dat het volgens hem mede zijn schuld is dat veel andere ploegen stoppen met sponsoring: "Doordat wij met zo weinig zo veel hebben bereikt, denken bedrijven dat het dus ook voor veel minder kan. Die redenering klopt niet. Om op het hoogste niveau te presteren is er meer nodig". Toen na het seizoen 2011/2012 bleek dat de sponsor Beslist.nl niet met Jac Orie in zee ging, maar met Van Velde besloot Mark Tuitert na een matig seizoen op 21 mei 2012 mee te gaan. Op 27 januari 2013 werd Michel Mulder Wereldkampioen sprint op het WK Sprint in Salt Lake City en werd Hein Otterspeer derde.
Op 18 februari 2014 liet directeur Kees Verpalen weten het contract met de schaatsploeg met vier jaar te verlengen tot de volgende Winterspelen. Richting het einde van seizoen 2014/2015 werd bekend dat de ploeg voor het volgende seizoen wordt uitgebreid met de komst van Shani Davis en Stefan Groothuis. Met ingang van seizoen 2016/2017 maakt de ploeg een fusie met Team Plantina. Hoofdreden is volgens Verpalen het commercieel model dat de KNSB weigerde aan te passen, daarbij doelend op het licentiemodel.

## Werkwijze
De werkwijze van Team beslist.nl was om de schaatsers de ruimte te geven om de trainingen aan te passen aan individuele behoeften. Van de rijders wordt verwacht dat ze zelf aanvoelen wat goed voor hen is, ze krijgen dan ook de vrijheid zelf hun trainingsschema's vast te stellen.
Per 1 mei 2011 in deze ploeg onderdeel van iSkate. Naast Team Beslist.nl heeft iSkate ook nog het AfterPay developmentteam, het beslist.nl developmentteam en de APPM Schaatsacademie. Bij de academie wordt jeugd vanaf 12 jaar opgeleid tot topschaatser. Deze opleiding is gebaseerd op het Amerikaanse systeem. Er wordt samengewerkt met een Topsport Talent School, waardoor het mogelijk is alle trainingen onder schooltijd uit te voeren.

## Schaatsploeg 2015-2016
Beslist.nl had sedert seizoen 2014-2015 de volgende rijders in de gelederen. Het team bestond uit mannelijke sprinters met één buitenlandse rijder.
| Naam                         | Specialisatie |
| ---------------------------- | ------------- |
| Jesper Hospes                | 500m & 1000m  |
| Thomas Krol                  | 1000m & 1500m |
| Michel Mulder                | 500m & 1000m  |
| Ronald Mulder                | 500m & 1000m  |
| Pim Schipper                 | 500m & 1000m  |
| Kai Verbij                   | 500m & 1000m  |
| Dai Dai N'tab                | 500m & 1000m  |
| Shani Davis Verenigde Staten | 1000m & 1500m |
| Stefan Groothuis             | 500m & 1000m  |